# A barátok szemében
A barátok szemében (In Buddy's Eyes) a Született feleségek (Desperate Housewives) című amerikai filmsorozat nyolcvankettedik epizódja. Az Amerikai Egyesült Államokban először az ABC (American Broadcasting Company) adó sugározta 2008. április 20-án.

## Mellékszereplők
- Jason Gedrick - Rick Coletti
- Mitch Longley - Első tolókocsis férfi
- Eddie McGee - Második tolókocsis férfi
- Charles Hutchins - Idős férfi
- Stephen Holland - Szervező
- Jodi Carlisle - Mrs. Downing
- Kent Faulcon - Ramsey rendőr
- Patrick Robert Smith - Daniels rendőr
- James Stellos - Fényképész
- Steven Lee Allen - Vásárló

## Mary Alice epizódzáró monológja
- A narrátor, Mary Alice monológja az epizód végén így hangzik (a magyar változat alapján):

"Vakság. Nyomorúság, ami gátolja az embereket abban, hogy meglássák, ami ott van az orruk előtt. A feleségeket, akik nem érzékelik a férjüket emésztő féltékenységet. Az asszonyokat, akik nem látják be, hogy a riválisból akár jó barát is lehet. A férfiakat, akiknek nem jut el az elméjükig a bennük rejtőző bűntudat. Igen. A világ tele van olyanokkal, akik nem képesek látni. De a legveszélyesebbek azok, akik vakok az önnön szívükben lakozó gonosz iránt. Hogy hogy védjük meg magunkat ezektől az emberektől? Először is nyissuk ki a saját szemünket, és találjuk meg őket, még mielőtt ők találnak meg minket."

## Epizódcímek szerte a világban
- Angol: In Buddy's Eyes (A haverok szemében)
- Spanyol: Los ojos de una amiga (Egy barátnő szemében)
- Olasz: Cecità (Vakság)
- Francia kanadai: Rien que pour ses yeux (Csak az ő szeméért)